# 望月博
望月 博（もちづき ひろし、1949年 - 2025年）は、岐阜県出身のアマチュア野球選手（内野手）。

## 経歴
愛知・中京商高では1966年、2年生の時に控え内野手として1962年の作新学院に続く史上2校目の春夏連覇を経験した。春の選抜は決勝で土佐高を1-0で降す。夏の選手権は、決勝でエース西本明和を擁する松山商との接戦を制し優勝。1年上にはエースの加藤英夫、捕手の矢沢正、三塁手の平林二郎、右翼手の伊熊博一がいた。翌1967年の夏の選手権に二塁手として出場、川口勉、大島忠一のバッテリーを擁し準決勝に進出するが、エース石井好博を擁する習志野高に2-3で惜敗している。8月末からは川口らとともに全日本高校選抜の一員としてアメリカ西海岸・ハワイ遠征に参加した。 高校同期に中堅手の渡辺幸三、1年下に控え投手の水谷則博、右翼手の星山和久がいた。
卒業後は早稲田大学に進学。東京六大学野球リーグでは1968年秋季リーグで優勝を経験するが、谷沢健一、荒川堯らの卒業によって戦力が低下し、その後は優勝に届かなかった。井石裕也の後継として1970年春季リーグから二塁手に定着。1971年には一塁手に回り、春季リーグでは打率.422の好記録で首位打者を獲得。同季のベストナイン（一塁手）に選出されている。大学同期に内野手の中村勝広、金子勝美、田中伸樹がいる。
大学卒業後は日本石油に入社。遊撃手として起用され、秋元国武、磯部史雄らとともに中心打者として活躍する。1972年の産業対抗では五月女豊、黒沢浪男が好投。決勝で鐘淵化学の井本隆を打ち崩し優勝を飾る。この大会の優秀選手賞を獲得、同年の社会人ベストナイン（遊撃手）にも選出された。翌1973年の産業対抗では準決勝で熊谷組に敗退。1975年の都市対抗は準々決勝で大昭和製紙北海道に敗れる。
現役引退後は1983年から1985年まで日本石油監督に就任、その後は社業に戻り、ENEOSフロンティア社長などを歴任した。